# Нижњекамск
Нижњекамск (рус. Нижнекамск) град је у Русији у Татарстану. Према попису становништва из 2010. у граду је живело 234.108 становника.

## Становништво
Према прелиминарним подацима са пописа, у граду је 2010. живело 234.108 становника, 8.709 (3,86%) више него 2002.
| 1970.  | 1979.   | 1989.   | 2002.   | 2010.   |
| ------ | ------- | ------- | ------- | ------- |
| 48.988 | 134.199 | 190.793 | 225.399 | 234.044 |